# Yoshiki Tonogai
Yoshiki Tonogai (外海良基?, Tonogai Yoshiiki; Prefettura di Shiga, 14 marzo ...) è un fumettista giapponese.
È famoso principalmente come illustratore di Himatsubushi-hen, uno degli adattamenti manga della serie di videogiochi Higurashi no Naku Koro ni, e per i manga Doubt, Judge e Secret. I tre manga sono collegati tra di loro attraverso la maschera da coniglio di Doubt che compare anche nel suo manga attualmente in corso, Dead Company.
È stato assistente di Atsushi Ōkubo durante la serializzazione di Soul Eater per il quale ha lasciato un messaggio Fresh Gangan  in occasione dell'adattamento anime nel 2008.

## Opere
- Higurashi no Naku Koro Ni: Himatsubushi Hen (2006)
- Doubt (2007-2009)
- Judge (2010-2012)
- Secret (2013-2015)
- Ikitematsu ka? Honda-kun (2016-2018)
- Dead Company (2019-2020)